# Conroy Virtus
Conroy Virtus je bilo predlagano ameriško štirimotorno letalo za prevoz tovorov velikih dimenzij, kot npr. Space Shuttle. Koncept se je izkazal za nepraktičnega zato so razvili Shuttle Carrier Aircraft.
Na Raketoplanu Space Shuttle so sprva nameravali namestiti turbofan motorje, ki bi se uporabljali za taksi lete med bazami in pri ponovnem vstopu v atmosfero vendar do tega ni prišlo, Space Shuttle je pri pristanku v bistvu jadralno letalo.

## Tehnične specifikacije (okvirne)
Podatki iz Lowther 2012
Splošne značilnosti
- Razpon kril: 450 ft (140 m)
- Površina kril: 22.166 sq ft (2.059,3 m2)
- Vitkost: 9
- Maks. vzletna teža: 850.000 lb (385.554 kg)
- Pogon letala: 4 × Pratt & Whitney JT9D-3A turbofan, 45.800 lbf (204 kN) potisk motorjev vsak

Zmogljivost
- Potovalna hitrost: 300 mph (261 kn; 483 km/h)
- Doseg: 3.000 mi (2.607 nmi; 4.828 km)
- Višina leta (servisna): 35.000 ft (10.668 m)